# Chinameca (vulkaan)
Chinameca is een stratovulkaan in het departement San Miguel in El Salvador. De berg ligt ongeveer 12 kilometer ten westen van de stad San Miguel en is ongeveer 1300 meter hoog.
De vulkaan ligt ten noordwesten van de vulkaan San Miguel.
De vulkaan wordt bekroond door een twee kilometer brede caldera die bekendstaat als de Laguna Seca el Pacayal. Aan de westzijde bevindt zich een parasitische kegel, de Cerro el Limbo, die hoger is dan de rand van de caldera. Aan de noordzijde van de vulkaan bevinden zich fumarolen en wordt er geothermische energie gewonnen.